# ميخائيل بيترسون
ميخائيل بيترسون (بالإنجليزية: Michael Pettersson)‏ هو نقابي وسياسي أسترالي، ولد في 1991. حزبياً، نشط في حزب العمال الأسترالي. وقد انتخب عضو الجمعية التشريعية الأسترالية لمقاطعة العاصمة الأسترالية ‏ عن دائرة Yerrabi electorate ‏ (15 أكتوبر 2016 – ).